# Národní řád Juana Mory Fernándeze
Národní řád Juana Mory Fernándeze (španělsky: Orden Nacional Juan Mora Fernández) je státní vyznamenání Kostarické republiky založené roku 1991. Řád je udílen prezidentem republiky za rozvoj mezinárodních vztahů mezi Kostarikou a dalšími státy.

## Historie a pravidla udílení
Řád založil kostarický prezident Rafael Ángel Calderón Fournie a ministr zahraničních věcí Bernd H. Niehaus Quesada usnesením č. 20572-RREE ze dne 11. července 1991. Řád nese jméno prvního prezidenta Kostariky Juana Mory Fernándeze. Udílen je cizím státním příslušníkům za zvláštní služby v oblasti mezinárodních vztahů mezi Kostarikou a dalšími zeměmi. Jako první toto vyznamenání dne 26. ledna 1993 obdržel španělský král Juan Carlos I. se svou ženou Sofií Řeckou.
Velmistrem řádu je úřadující prezident republiky. O udělení řádu rozhoduje Rada řádu která se skládá z kostarického prezidenta nebo jeho zástupce, ministra zahraničních věcí, náměstka ministra zahraničních věcí a vedoucího protokolu z ministerstva zahraničí. 

## Insignie
Řádový odznak má tvar bíle smaltované zlatě lemované pěticípé hvězdy s cípy zakončenými podle vzoru maltézského kříže. Hvězda je položena na zlatý pětiúhelník s konkávními stranami. Pětiúhelník je tvořen různě dlouhými paprsky. Ve středu je zlatý kulatý medailon s portrétem Juana Mory Fernándeze. Medailon je lemován tmavě modře smaltovaným pruhem se zlatým nápisem JUAN MORA FERNANDEZ.
Stuha řádu je červená. Oba její okraje jsou lemovány sadou tří úzkých pruhů v barvě bílé, tmavě modré a opět bílé. Svým barevným provedením tak stuha odpovídá barvám státní vlajky.

## Třídy
Řád je udílen v šesti řádných třídách:
- velkokříž se zlatou hvězdou (Gran Cruz Placa de Oro) – Tato třída je vyhrazena bývalým či současným hlavám států.
- velkokříž se stříbrnou hvězdou (Gran Cruz Placa de Plata) – Tato třída je udílena předsedům vlád, kardinálům, princům, ministrům zahraničních věcí či velvyslancům.
- velkodůstojník (Gran Oficial)
- komtur (Comemdador)
- důstojník (Oficial)
- rytíř (Caballero)

| Řádové stuhy                | Řádové stuhy                   | Řádové stuhy   | Řádové stuhy | Řádové stuhy | Řádové stuhy |
| --------------------------- | ------------------------------ | -------------- | ------------ | ------------ | ------------ |
| velkokříž se zlatou hvězdou | velkokříž se stříbrnou hvězdou | velkodůstojník | komtur       | důstojník    | rytíř        |